# Paryphoconus amapaensis
Paryphoconus amapaensis är en tvåvingeart som beskrevs av Lane 1961. Paryphoconus amapaensis ingår i släktet Paryphoconus och familjen svidknott. Inga underarter finns listade i Catalogue of Life.